# Librairie philosophique Vrin
Pour les articles homonymes, voir Vrin.

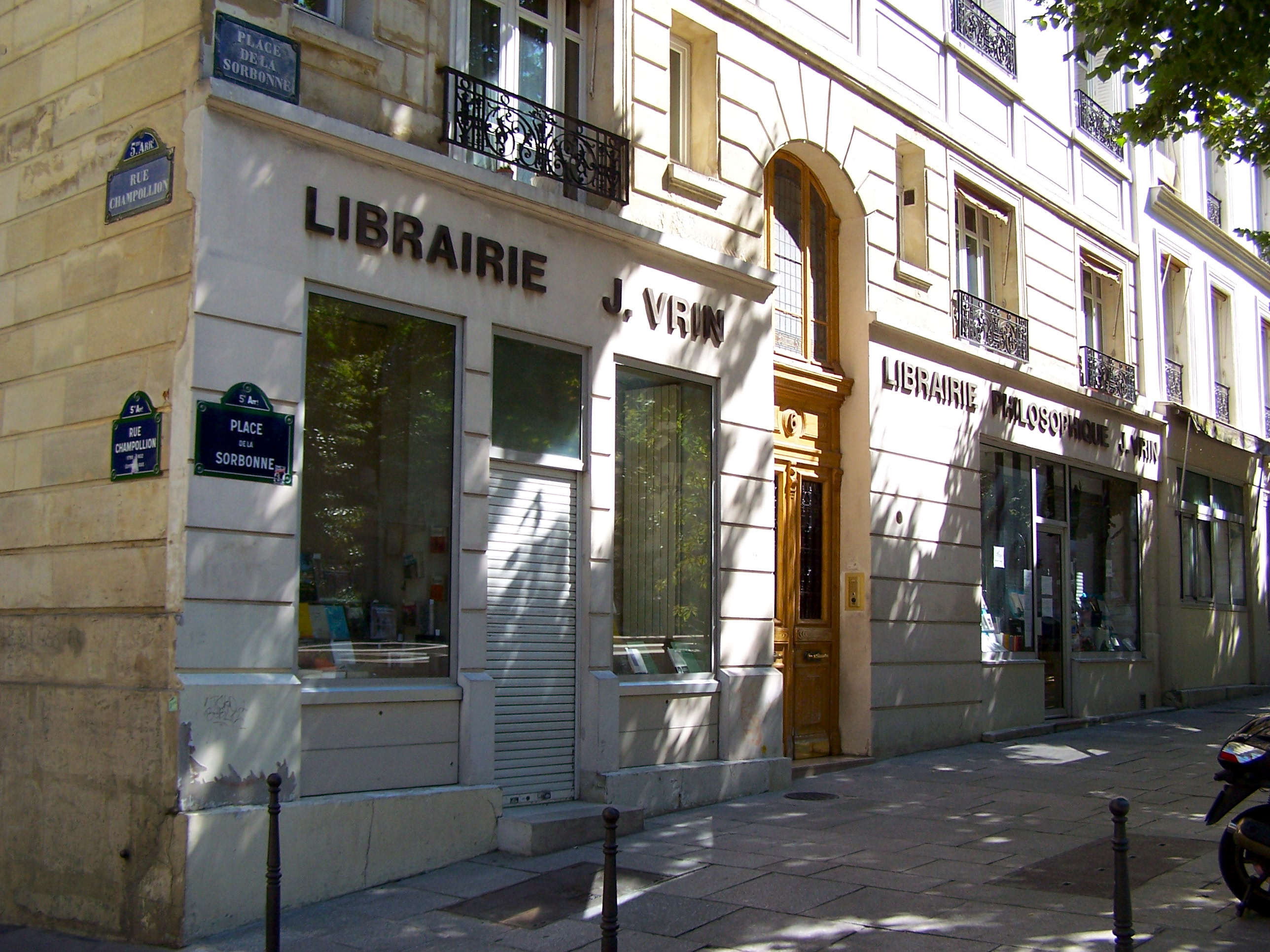
La librairie Vrin, place de la Sorbonne.

La Librairie philosophique Vrin, également appelée Librairie philosophique J. Vrin ou simplement Vrin, est une librairie située au no 6, place de la Sorbonne à Paris, et une maison d'édition française spécialisée dans la publication d'ouvrages de philosophie. Joseph Vrin a fondé la librairie en 1911, à laquelle s'est greffée une maison d’édition en 1926.

## Histoire
Joseph Vrin, originaire du Berry, après des études classiques au Grand Séminaire de Bourges, monte à Paris pour devenir libraire. Il choisit alors la Librairie Blanchard, en face de l’Université de la Sorbonne, pour y faire l’apprentissage du métier de libraire ; en 1911, il achète la Librairie Thomas et Mulot, sise au 6 Place de la Sorbonne, et son fonds de livres qu’il ouvre sous son propre nom et dans laquelle il vend des ouvrages neufs et d’occasion (plus accessibles aux étudiants) spécialisés dans les disciplines enseignées à la Sorbonne. Dans les années 1920, il achète une autre librairie sise au 71 rue Saint-Jacques qu’il spécialise en Belles lettres, textes grecs et latins et ouvrages d’arts. Il achètera ensuite le fonds d’occasion de la Librairie Thiebault, Rue des Écoles, à tendance plus historique.
Avec cette extension, se renforce son rôle de librairie d’ouvrages d’occasion, et naît l’élaboration de Bulletins mensuels d’ouvrages d’occasion, catalogues de livres paraissant mensuellement depuis 1949.
Après sa rencontre avec le professeur Étienne Gilson, nouvellement nommé en Sorbonne à la chaire d'histoire de la philosophie médiévale, la Librairie devient, en 1926, une maison d’édition consacrée essentiellement à la philosophie, s’inscrivant dans la tradition des librairies-éditeurs (Aubier, Flammarion, Blanchard, Nizet, Geuthner, Corti). Elle est l’une des rares maisons d’édition françaises à subsister aujourd’hui selon cette double entité.
Considérée à l’étranger comme la référence en matière de publications philosophiques académiques, elle diffuse et vend elle-même ses livres par correspondance à l’étranger, et négocie directement les droits sur ses publications, en tous pays,.

## Auteurs

### Principaux auteurs d'origine
- Émile Boutroux (1845-1921), membre de l'Académie des sciences morales et politiques et membre de l'Académie française. Il fut titulaire de la chaire d'histoire de la philosophie moderne à la Sorbonne.
- Victor Delbos (1862-1916), auteur de plusieurs ouvrages de référence en histoire de la philosophie et membre de l'Académie des sciences morales et politiques.
- Émile Bréhier (1876-1952), écrivain et historien et professeur d'histoire de la philosophie. Il est spécialiste des stoïciens et néo-platoniciens[5].
- Étienne Gilson (1884-1978), professeur au Collège de France et membre de l'Académie française, spécialiste de philosophie médiévale.
- Gaston Bachelard (1884-1962), l'un des principaux représentants de l'épistémologie historique. Il influença Koyré, Althusser, Canguilhem, Simondon, Foucault, Dagognet, Bourdieu.
- Henri Gouhier (1898-1994), spécialiste de cartésianisme, de métaphysique et du spiritualisme français.

### Principaux auteurs modernes
- Georges Canguilhem (1904-1995), spécialiste d'épistémologie et d'histoire des sciences, disciple de Gaston Bachelard et professeur de Michel Foucault.
- Éric Weil (1904-1977), philosophe, historien de la philosophie (Aristote, Kant, Hegel), sa pensée évolue autour de l'historialité de l'existence finie et la fragilité de la liberté.
- Jean-Paul Sartre (1905-1980), philosophe et écrivain, représentant du courant existentialiste.
- Emmanuel Levinas (1906-1995), philosophe, introducteur de la pensée de Heidegger et de Husserl en France.
- Pierre Hadot (1922-2010), historien de la philosophie et spécialiste de la philosophie antique.
- Francois Dagognet (1924-2015), spécialiste d'histoire des sciences, d'épistémologie, mais aussi d'esthétique et d'éthique.
- Michel Foucault (1926-1984), professeur au Collège de France et figure phare de la French Theory.

### Quelques auteurs contemporains
- Monique Dixsaut, spécialiste de Platon, professeure à la Sorbonne (Paris-I).
- Jean-Luc Marion, philosophe, représentant du courant de la phénoménologie et du « tournant théologique », membre de l'Académie française.
- Bernard Bourgeois, spécialiste de Hegel, professeur émérite à la Sorbonne (Paris-I) et membre de l'Académie des sciences morales et politiques.
- Alain de Libera, historien de la philosophie, spécialiste de philosophie médiévale, professeur au Collège de France.
- Jean-François Courtine, historien de la philosophie et spécialiste de l'histoire de l'ontologie, professeur à la Sorbonne (Paris-IV).
- Renaud Barbaras, professeur de phénoménologie à la Sorbonne (Paris-I).
- Jocelyn Benoist, professeur à la Sorbonne (Paris-I), spécialiste de la phénoménologie et de sa confrontation avec la philosophie analytique.
- Sandra Laugier, professeure à la Sorbonne (Paris-I), membre de l'institut universitaire de France, chevalière de la légion d'honneur, elle est spécialiste en philosophie du langage et de la connaissance.
- Dimitri El Murr, professeur d'histoire de la philosophie à l'ENS (Ulm) et spécialiste de Platon.

## Collections

### Philosophie et histoire de la philosophie
- « Bibliothèque des textes philosophiques », collection fondée par Henri Gouhier et dirigée par Jean-François Courtine jusqu'en 2014. Dirigée aujourd'hui par Emmanuel Cattin.
- « Bibliothèque d'Histoire de la philosophie », collection fondée par Henri Gouhier en 1927 et dirigée par Henri Gouhier puis par Jean-François Courtine [6] jusqu'en 2014. Dirigée aujourd'hui par Emmanuel Cattin.
- « Moments philosophiques »
- « À la recherche de la vérité ».
- « Problèmes et controverses », collection fondée par Henri Gouhier en 1948 et dirigée par Jean-François Courtine[7] de 1987 à 2014.
- « Philologie et Mercure », collection fondée par Pierre Magnard en 1987.
- « Bibliothèque des philosophies », collection fondée par Michel Malherbe en 1997.
- « Textes et commentaires », collection fondée par Jean-François Courtine en 1999.
- « Études et commentaires », collection fondée par Jean-François Courtine en 2004.
- « Vrin -reprise », collection créée en 1981 et consacrée à des textes classiques devenus introuvables[8].
- « Analytiques »
- « Repères philosophiques », collection dirigée par Éléonore Le Jallé, Thomas Bénatouïl et Alexander Schnell

#### Philosophie antique
- « Histoire des doctrines de l'antiquité classique », collection spécialisée dans l'étude de la philosophie ancienne, fondée en 1977 par Jean Pépin et dirigée par Luc Brisson.
- « Tradition de la pensée classique », collection fondée en 1993 et dirigée par Monique Dixsaut.
- « Textes et tradition », collection fondée en 2001 et dirigée par Marie-Odile Goulet-Cazé, Richard Goulet et Philippe Hoffmann.
- « Etudes aristotéliciennes »
- « Les dialogues de Platon », collection dirigée par Monique Dixsaut, Sylvain Delcomminette et Dimitri El Murr

#### Philosophie médiévale
- « Études de philosophie médiévale », collection fondée dans les années 1920 par Étienne Gilson[4], et dirigée par Marta Cristiani, Ruedi Imbach, Jean Jolivet et Alain de Libera.
- « Études musulmanes », collection dirigée par Cristina d'Ancona Costa
- « Bibliothèque thomiste », collection fondée par Étienne Gilson et dirigée par Adriano Oliva
- « Sic et non », collection fondée en 1993 par Alain de Libera.
- « Translatio », collection fondée en 2005.
- La revue Archives d'histoire doctrinale et littéraire du Moyen Âge, fondées par Etienne Gilson et Gabril Thery O.P., et dirigées par Irene Caiazzo-Lacombe
- La revue Conférences Pierre Abélard

#### Philosophie de la Renaissance
- « De Pétrarque à Descartes », collection fondée par Pierre Mesnard et dirigée par Jean-Claude Margolin.

### Logique et Épistémologie
- « Analyse et philosophie », collection fondée par Michel Malherbe et dirigée par Laurent Jaffro[9].
- « Mathesis », collection fondée en 1990 et dirigée par Michel Blay et Hourya Sinaceur[10].
- « Histoire des sciences ».

### Esthétique et philosophie de l'art
- « Essais d'art et de philosophie », collection fondée par Henri Gouhier en 1949 et dirigée par Jacqueline Lichtenstein.
- « Philosophie et cinéma », collection fondée par Éric Dufour en 2008 et dirigée par Éric Dufour, Laurent Jullier et Julien Servois.
- « MusicologieS »

### Général
- « Pré-textes », collection dirigée par François Dagognet et Alexis Philonenko de 1991 à 1994.
- « Contextes », collection dirigée par Étienne Anheim et Philippe Büttgen
- « Pour demain », collection fondée par André Robinet et dirigée par Gilbert Hottois.
- « Chemins philosophiques », collection fondée en 2003 et dirigée par Roger Pouivet[11].
- « Textes clés », collection fondée en 2002.
- « Thema », collection fondée en 2005.

### Autres
- « Matière étrangère », collection fondée en 2007 par Bruce Bégout.
- « Philosophie de l'éducation »
- « La vie morale », collection dirigée par Sandra Laugier
- « Philosophie du présent »
- « Cercle herméneutique »
- « L'esprit des lois », collection dirigée par Stéphane Chauvier et Céline Spector
- La revue Cahiers philosophiques
- La revue Annale de l'Institut de philosophie de l'Université de Bruxelles, collection dirigée par Thierry Lenain
- La Revue des Sciences philosophiques et théologiques, fondée en 1907, dirigée par Rémi Chéno.
- La revue Bulletin de la Société française de philosophie